# Māzhgeh
Māzhgeh (persiska: ماژگه, ماژگِه) är en ort i Iran.   Den ligger i provinsen Västazarbaijan, i den nordvästra delen av landet, 500 km väster om huvudstaden Teheran. Māzhgeh ligger 1 658 meter över havet och antalet invånare är 491.
Terrängen runt Māzhgeh är kuperad. Runt Māzhgeh är det ganska tätbefolkat, med 93 invånare per kvadratkilometer. Närmaste större samhälle är Sīser, 14,3 km sydväst om Māzhgeh. Trakten runt Māzhgeh består i huvudsak av gräsmarker.